# هزاردين (كوشك)
هزاردين (بالفارسية: هزاردین) هي منطقة سكنية تقع في إيران في قسم كوشك الريفي.